# Amphoe Laem Ngop
Amphoe Laem Ngop (Thai: อำเภอแหลมงอบ) ist ein Landkreis (Amphoe – Verwaltungs-Distrikt) im Westen der  Provinz Trat. Die Provinz Trat liegt in der Ostregion von Thailand an der Grenze zu Kambodscha, wird aber verwaltungstechnisch zu Zentralthailand gezählt.

## Geographie
Benachbarte Distrikte (von Norden im Uhrzeigersinn): Amphoe Khlung in der Provinz Chanthaburi sowie die Amphoe Khao Saming und Mueang Trat in der Provinz Trat. Im Süden liegt der Golf von Thailand.

## Geschichte
Der heutige Landkreis Laem Ngop wurde 1897 zunächst als Distrikt Ko Chang eingerichtet. Das Verwaltungsgebäude lag in Ban Dan Kao auf Ko Chang. Der Distrikt kontrollierte alle Insel der Provinz Trat. Die Lage der Verwaltung auf einer Insel war für viele Einwohner des Festlandes unbequem, daher verlagerte die Regierung das Verwaltungsgebäude nach Ban Laem Ngop, behielten aber den Namen bei. Später im Jahr 1939 wurde der Name des Kreises gemäß der Lage der Verwaltung umbenannt.

## Verwaltung

### Provinzverwaltung
Der Landkreis Laem Ngop ist in vier Tambon („Unterbezirke“ oder „Gemeinden“) eingeteilt, die sich weiter in 27 Muban („Dörfer“) unterteilen.
| Nr. | Name       | Thai    | Muban | Einw. |
| --- | ---------- | ------- | ----- | ----- |
| 01. | Laem Ngop  | แหลมงอบ | 07    | 5.558 |
| 02. | Nam Chiao  | น้ำเชี่ยว  | 04    | 3.483 |
| 03. | Bang Pit   | บางปิด   | 08    | 4.555 |
| 07. | Khlong Yai | คลองใหญ่ | 08    | 5.680 |

### Lokalverwaltung
Es gibt zwei Kommunen mit „Kleinstadt“-Status (Thesaban Tambon) im Landkreis:
- Nam Chiao (Thai: เทศบาลตำบลน้ำเชี่ยว) bestehend aus dem kompletten Tambon Nam Chiao.
- Laem Ngop (Thai: เทศบาลตำบลแหลมงอบ) bestehend aus Teilen des Tambon Laem Ngop.

Außerdem gibt es drei „Tambon-Verwaltungsorganisationen“ (องค์การบริหารส่วนตำบล – Tambon Administrative Organizations, TAO)
- Laem Ngop (Thai: องค์การบริหารส่วนตำบลแหลมงอบ) bestehend aus Teilen des Tambon Laem Ngop.
- Bang Pit (Thai: องค์การบริหารส่วนตำบลบางปิด) bestehend aus dem kompletten Tambon Bang Pit.
- Khlong Yai (Thai: องค์การบริหารส่วนตำบลคลองใหญ่) bestehend aus dem kompletten Tambon Khlong Yai.